# Fuente de Hércules
La fuente de Hércules (en catalán: Font d'Hèrcules) es un monumento escultórico situado en el paseo de San Juan en su cruce con la calle Córcega, en el distrito de Gracia de Barcelona. Obra de Josep Moret y Salvador Gurri realizada entre 1797 y 1802, está considerada como la estatua pública original más antigua de Barcelona. Esta obra está inscrita como Bien Cultural de Interés Local (BCIL) en el Inventario del Patrimonio Cultural catalán con el código 08019/2652.

## Historia y descripción

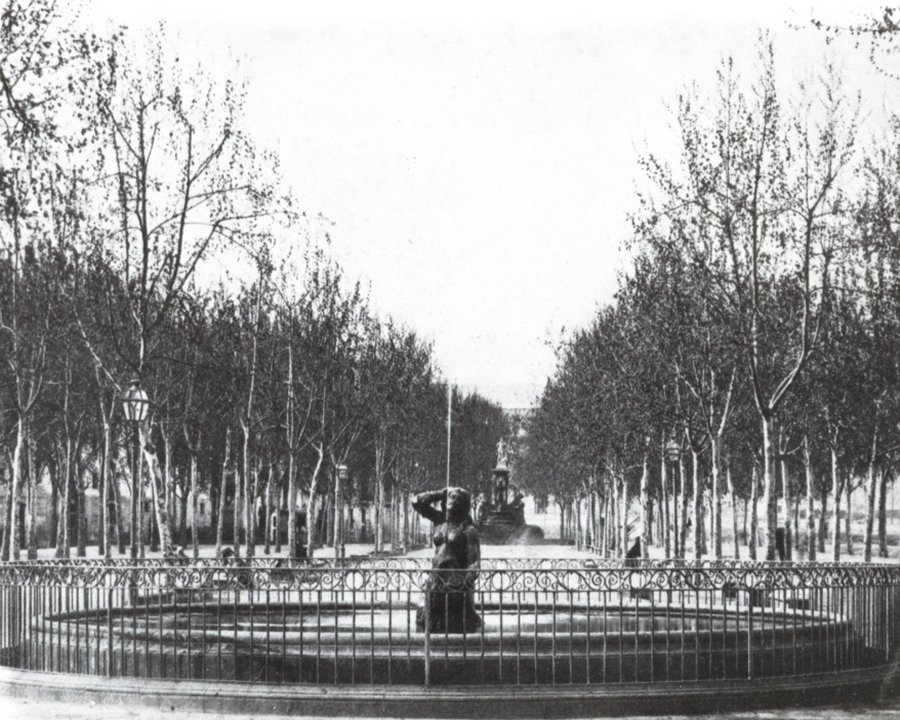
Paseo Nuevo o de la Explanada. En primer término, la fuente de la Nereida, al fondo la fuente de Hércules.

El origen de esta obra se sitúa en los trabajos de abastecimiento de agua para la ciudad realizados entre el siglo XVIII y XIX, que permitieron subsanar una grave carestía de tiempos anteriores. Esta fuente estaba situada inicialmente en el Paseo de la Explanada, frente a la Fortaleza de la Ciudadela, una nueva vía promovida por el capitán general de Cataluña, Agustín de Lancaster —actualmente se correspondería al Paseo de Picasso—. La primera piedra del monumento se puso el 28 de agosto de 1797, y las obras duraron cinco años. La estatua de Hércules fue ejecutada por Josep Moret, sobre un proyecto original de Salvador Gurri. Está considerada como la estatua pública de confección original más antigua de Barcelona, ya que un monumento anterior, la Fuente de Santa Eulalia, de 1673, fue destruida durante la Guerra Civil y restaurada posteriormente.
La Fuente de Hércules formaba un conjunto con otras tres que jalonaban el Paseo de la Explanada, todas dedicadas a personajes mitológicos: la primera presentaba al dios marino Forcis luchando con un tritón; la segunda mostraba una nereida cabalgando sobre un delfín; la tercera estaba dedicada a Aretusa, una ninfa de la diosa Diana; y la cuarta era la de Hércules, el héroe hijo de Zeus y Alcmena, que obró los doce trabajos de Hércules. La figura del guerrero aparece desnuda, apoyado en una clava, en actitud de contrapposto, con el brazo izquierdo envuelto con la piel del león de Nemea. La ejecución, si bien cabría enmarcarla en la corriente neoclásica que imperaba en la época, tiene un gusto tardobarroco, al que era afecto Salvador Gurri. La composición de la figura es una copia del Hércules Farnesio hallado en las Termas de Caracalla.
La estatua del semidiós griego se situó flanqueada por dos leones que despedían agua por la boca, y junto a una pirámide con el escudo de Barcelona y un medallón que tenía grabadas las efigies del rey Carlos IV y su mujer María Luisa de Parma, de visita en la ciudad condal en el momento de inaugurar las fuentes, en 1802. Sin embargo, tras la visita de los reyes se realizaron algunas modificaciones: se eliminó la pirámide y se construyó un pedestal más alto para la estatua de Hércules, en el que se instaló el medallón con los retratos reales; se conservaron los leones, y se añadió una lápida con la historia del Paseo de la Explanada.

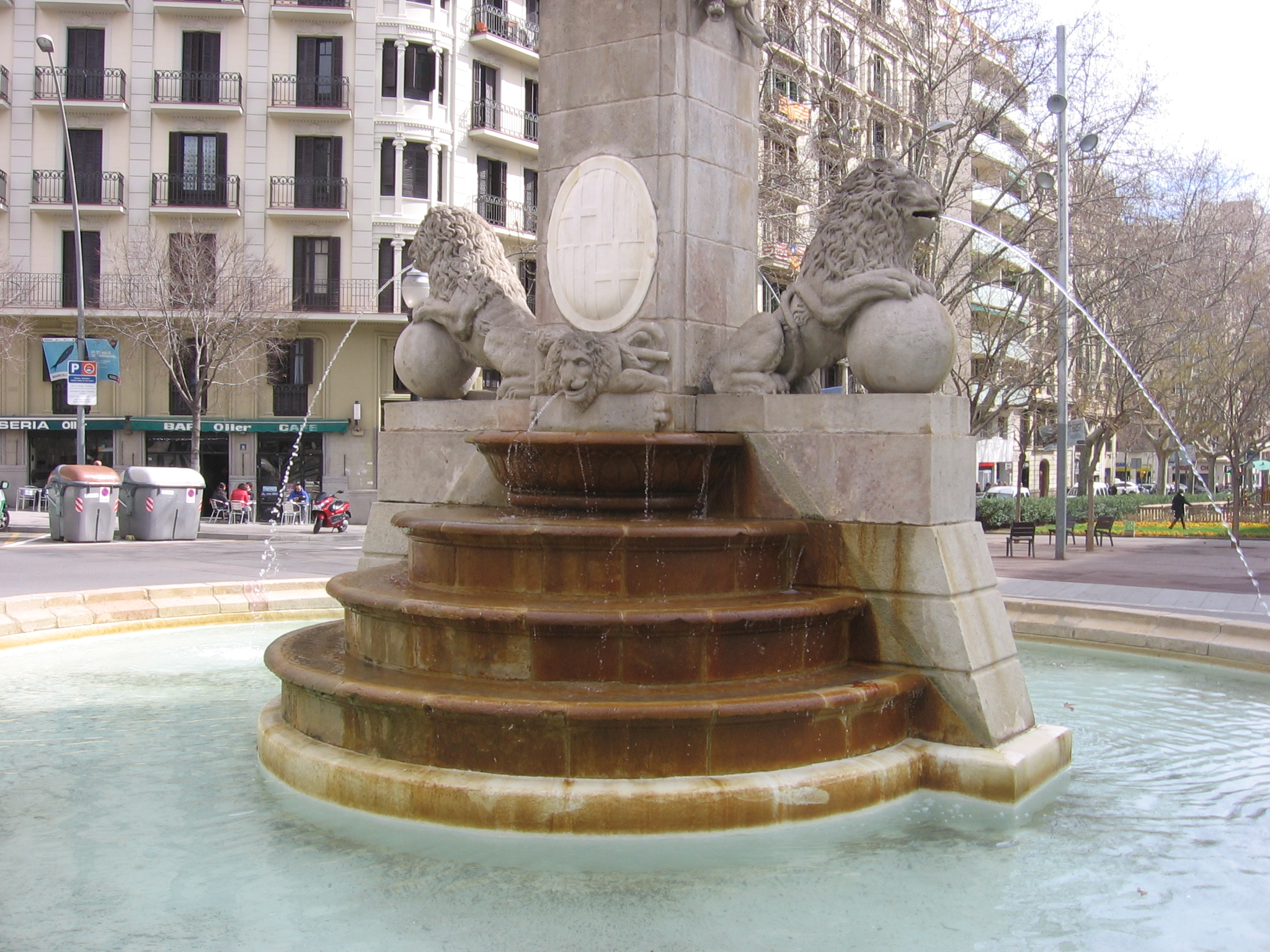
Detalle de la fuente.

En 1869 la fortaleza de la Ciudadela fue cedida a la ciudad, y en su terreno se instaló el nuevo Parque de la Ciudadela. El Paseo de la Explanada fue perdiendo importancia en la nueva trama urbana, y se fue degradando, hasta que finalmente desapareció en el contexto de las obras efectuadas para la Exposición Universal de 1888. La fuente, al encontrarse en un extremo del paseo, no se vio afectada, pero quedó en un emplazamiento que la desmerecía totalmente. Así, en 1928, al urbanizarse la zona alta del Paseo de San Juan, se decidió trasladar allí la fuente, donde aún permanece. Todavía es prácticamente la misma obra que en 1802, tan solo ha desaparecido la placa que narraba la historia del antiguo Paseo de la Explanada, retirada en tiempos de la Segunda República.